# Coppa Intercontinentale under 20 2022
La Coppa Intercontinentale Under-20 2022 è stata la prima edizione del trofeo riservato alle squadre vincitrici della Coppa Libertadores Under-20 e della UEFA Youth League. È stata vinta dal Benfica, campione della UEFA Youth League 2021-2022, che si è imposto per 1-0 sul Peñarol, campione della Coppa Libertadores Under-20 2022, nella finale disputata il 21 agosto 2022 allo stadio del Centenario di Montevideo, in Uruguay.

## Tabellino
| Arbitro: | Derlis López |

|  |           |            |
|  | Marcatori | 69’ Semedo |

| Peñarol | Benfica |

| P                   | 12 | Randall Rodríguez    |     |     |
| D                   | 2  | Joaquín Ferreira     |     |     |
| D                   | 6  | Matías González      |     |     |
| D                   | 3  | Agustín Rodríguez    |     |     |
| D                   | 5  | Mathías De Ritis (c) |     |     |
| C                   | 14 | Damián García        | 52’ |     |
| C                   | 18 | Braulio Guisolfo     |     | 73’ |
| C                   | 16 | Nicolás Rossi        |     |     |
| C                   | 19 | Santiago Homenchenko |     | 89’ |
| C                   | 15 | Máximo Alonso        |     | 79’ |
| A                   | 9  | Óscar Cruz           |     | 73’ |
| Sostituti:          |    |                      |     |     |
| P                   | 1  | Kevin Morgan         |     |     |
| D                   | 17 | Alexis Piegas        |     |     |
| C                   | 4  | Luciano Fernández    |     |     |
| C                   | 8  | Ademir Silva         |     |     |
| C                   | 10 | Matías Ferreira      |     | 73’ |
| C                   | 11 | Brian Mansilla       |     | 79’ |
| C                   | 20 | Mateo Carrizo        |     | 89’ |
| C                   | 21 | Santiago Álvez       |     |     |
| C                   | 22 | Thiago Espinosa      |     |     |
| A                   | 7  | Diego Méndez         |     |     |
| A                   | 13 | Santiago Díaz        |     | 73’ |
| Allenatore:         |    |                      |     |     |
| Juan Manuel Olivera |    |                      |     |     |

| P           | 24 | Samuel Soares        |       |     |
| D           | 71 | João Tomé            |       | 86’ |
| D           | 44 | Adrian Bajrami       |       |     |
| D           | 62 | Lenny Lacroix        |       |     |
| D           | 65 | Rafael Rodrigues (c) |       |     |
| C           | 73 | Cher Ndour           |       | 74’ |
| C           | 74 | Žan Jevšenak         | 81’   | 86’ |
| C           | 87 | João Neves           |       |     |
| A           | 52 | Henrique Pereira     |       | 74’ |
| A           | 51 | João Resende         |       | 64’ |
| A           | 96 | Diego Moreira        |       |     |
| Sostituti:  |    |                      |       |     |
| P           | 75 | André Gomes          |       |     |
| P           | 92 | Pedro Souza          |       |     |
| D           | 78 | Francisco Domingues  |       | 86’ |
| D           | 82 | Martim Ferreira      |       |     |
| D           | 60 | Nuno Félix           | 90+5’ | 86’ |
| C           | 76 | Martim Neto          | 90+3’ | 74’ |
| C           | 79 | Diogo Nascimento     |       |     |
| C           | 86 | Diogo Prioste        |       |     |
| A           | 46 | Gerson Sousa         |       | 74’ |
| A           | 90 | Luís Semedo          |       | 64’ |
| A           | 97 | Ricardo Nóbrega      |       |     |
| Allenatore: |    |                      |       |     |
| Luís Castro |    |                      |       |     |